# Bite the bullet (Neil Young)
Bite the bullet is een lied dat werd geschreven door Neil Young. Samen met Crazy Horse & The Bullets bracht hij het in 1977 uit op het album American stars 'n bars. Daarnaast verscheen op een single met Saddle up the palomino op de B-kant.
Crazy Horse is een rockband die Young geregeld begeleidde tijdens zijn carrière. The Bullets is een gelegenheidsduo die bestond uit Linda Ronstadt en Nicolette Larson. Zij zongen in het achtergrondkoor. 
Bite the bullet is een stevig countryrocknummer met een belangrijk aandeel voor elektrische gitaren. Het lied is een ode aan een vrouw.